# Contea autonoma yao di Bama
La contea autonoma yao di Bama (巴马瑶族自治县S, Bāmǎ Yáozú ZìzhìxiànP) è una contea della Cina, situata nella regione autonoma di Guangxi e amministrata dalla prefettura di Hechi.